# アドベンチャーゲーム

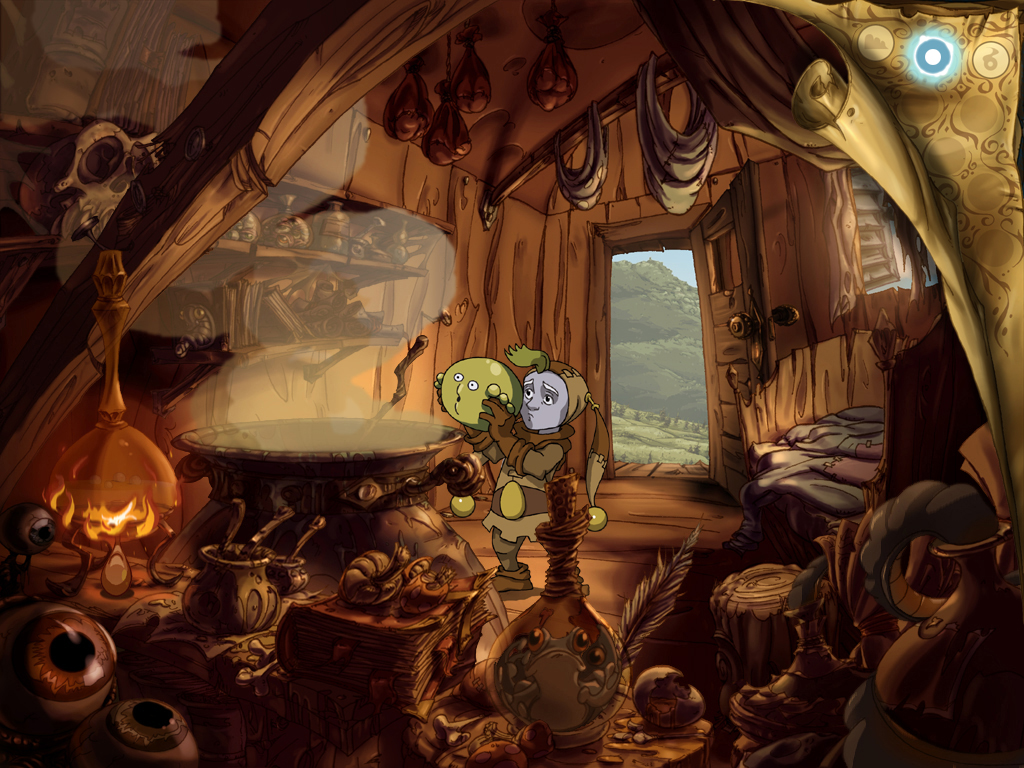
ポイント・アンド・クリックアドベンチャーゲーム The Whispered World (2009)

アドベンチャーゲーム（Adventure game、略記:ADVまたはAVG）は、コンピュータゲームのジャンルの一つ。

## 概要
テキストまたはグラフィックス（あるいはその両方）によって現在プレイヤーの置かれている状況が提示され、それに対しプレイヤーが行動を入力すると行動の結果が提示されるので、さらにその状況に対する行動を入力……という操作を繰り返して進めていく、コンピュータとプレイヤーとの対話形式で構成される。プレイングに反射神経を必要とせず、提示される様々な情報から的確な行動を推理・選択することが求められる、思考型のゲームである。
同じ思考型のシミュレーションゲームやロールプレイングゲームなどとは「複数の項目からなる主人公の能力等を表す数値（経験値や攻撃力など）」が存在しない点で区別される。

## 歴史

### テキストアドベンチャー
コンピュータゲームとしてのアドベンチャーゲームの始祖は『コロッサル・ケーブ・アドベンチャー』で、1975年頃から米国の研究機関ネットワーク上で広まった。これは洞窟探検を題材に作成したゲームで、最初に想定されていたプレイヤーは開発者の娘であった。本作は単に「Adventure」、または端末に入力するコマンド文字列に由来する「ADVENT」とも呼ばれ、これが「アドベンチャーゲーム」というジャンル名の由来となる。その後、同様のシステムと世界観を持ったゲームとして『Dungeon』が開発された（同時期に同名で複数開発されている。詳細は『ダンジョン』および『ゾーク』の記事を参照）。
これら2つの作品は、画面に表示されるメッセージを頼りに、簡単な英語でコマンドを打ち込むもので、画像を伴わず文字だけで進行する。このような形式は、後にテキストアドベンチャーと呼ばれることになる。また、両作品には、研究機関に属する研究者や大学院生が、その余暇に業務用コンピュータで開発したところにも特徴がある。当時、コンピュータに触れることは一部の人間の特権であり、それを自由に使えゲームさえもできる、というような立場にある人間は極めて限られていたためである。
米国でApple Computerやコモドールなどの家庭向けコンピュータ、いわゆるパソコンが発売されると、上記『アドベンチャー』『Dungeon』と同様のゲームが遊ばれるようになった。『アドベンチャー』には1980〜81年にマイクロソフトが出したものがある。『Dungeon』の名で開発されたゲームのひとつが『ゾーク』とタイトルを改め商品化され、Apple II上で広くプレイされた。アドベンチャーゲーム市場が認知されると、企業が商品としてテキストアドベンチャーを開発するようになった。当時の主要メーカーとしてインフォコムが挙げられる。インフォコムのアドベンチャーゲームのパッケージには、ゲーム中に出てくるアイテムの実物（レシートの切れ端、マッチ、名刺、雑誌など）が同封されており、文字だけのゲーム世界に彩りを添える工夫がなされていた。
アドベンチャーゲームは、リアルタイム処理など高度なプログラミングを要するアクションゲームに比べて開発が容易であり、限られたハードウェアでもアイディア勝負に持ち込みやすい市場であった。初期のコンピュータゲーム市場でアドベンチャーが受け入れられ、数多くの製品がリリースされたのにはそうした事情もあった。ただし、プレイヤーが入力したコマンドを適切に処理するには相応の技術が必要であった。前述のインフォコム製品では、（当時としては）かなり高度な文法解析ルーチンが実装されており、「look mailbox」のように前置詞を省いた表現（いわゆるアドベンチャー英語）は受け付けてくれなかった。前置詞は実際にゲーム内容に関係しており、例えば「look at mailbox」では郵便受けの外観を、「look inside mailbox」では郵便受けの中味を表示するようになっていた。
このようなテキストアドベンチャーゲームは、日本ではほとんど受け入れられなかった。『表参道アドベンチャー』（アスキー）、『暗闇の視点 バニーガール殺人事件』（ハドソン）などいくつかの作品がリリースされたが、パソコン雑誌の編集者が余暇に作ったものが多く、米国のように企業が組織立って開発した例はほとんどない。理由として、この時期の日本のコンピュータにおける日本語処理の問題が挙げられる。当時の家庭用パソコンでは、画面解像度の問題から漢字表示が困難であり、自然な日本語表現が不可能であった。また、日本国外のテキストアドベンチャー作品は、難解な文学的表現や古英語を用いている場合が多かった。
逆にアメリカでは、ゾークをはじめとするインフォコムのテキストアドベンチャーゲームはZ-machineと呼ばれる仮想マシンで開発されていたため、インフォコムが活動を停止した1989年以降も、最新の環境で動作するZ-machineのエミュレータがあればプレイすることができる。さらに、Z-machine用のソフトの開発ツール等もユーザーによって独自に整備されたため、21世紀になっても新作が作り続けられている。Z-machineは日本語の表記に必要な2バイト文字の取り扱いに大きな制限があるため日本語へのローカライズは難しく、このムーブメントは日本ではほとんど知られていない。

### グラフィックアドベンチャーの登場

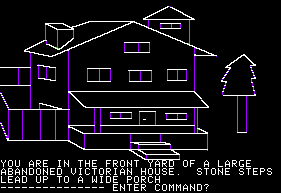
『ミステリーハウス』
初のグラフィックス付きアドベンチャーゲーム。

前節で述べたような、文字だけのゲームからの発展として、ひとつには『ローグ』のような文字による擬似グラフィックスの利用やコンピュータRPGへといった分化があった。一方、Apple IIなどはこういったゲームでの利用に適した、テキストとグラフィックスを同時表示するモードを備えており、それを利用したゲームが開発された。米国では『ミステリーハウス』を皮切りにグラフィックスを伴ったゲームが開発された。ミステリーハウスの開発者は、シエラオンラインを興し、『ウィザード&プリンセス』や『タイムゾーン』などの作品を次々に発表した。ペンギンソフトウェアの『トランシルバニア (ゲーム)』もこの時期を代表する作品として挙げられる。これら最初期のグラフィックス表示つきアドベンチャーは、Apple IIを主要ハードとしていた。ただし、米国ではテキストアドベンチャーも根強い人気を持っており、グラフィックアドベンチャーとテキストアドベンチャーはしばらく共存する状態が続いた。
こうしたグラフィックス表示つきのアドベンチャーは、日本国内でも数多くの作品が発表された。この時期の代表的作品には、『ミステリーハウス』（マイクロキャビン）、『スターアーサー伝説』三部作（T&E SOFT）、『デゼニランド』『サラダの国のトマト姫』（ハドソン）、『ポートピア連続殺人事件』（エニックス）などが挙げられる。これら国産アドベンチャーゲームも、米国のテキストアドベンチャーゲーム同様、基本的にキーボードから単語をコマンドとして直接入力する方式であった。ストーリーの大半は、一般的な単語や事前にヒントのある単語で進めることが出来たが、ラスト近くなど特定の場面では、事前のヒントが全くないまま、思いも寄らない単語の入力が必要な場合もあった。これはゲームの難度を極度に高める結果となり、プレイヤーは唯一の回答であるコマンドを探して頭を悩ませ、極端な場合には辞書を片手に日常的な英単語を全て打ち込んでみるといった攻略法すら行われた。メーカー側から切手などと交換に「ヒント集」を送付するなど一定の救済策はあったものの、当時のアドベンチャーゲームは「1本のソフトを終えるのに、1年くらいかかる」ものであり、「単なることば探し」と見なされる傾向も強かった。コンピュータ自体の普及率の低さもあり、当時のアドベンチャーゲームは、概して高度にマニアックなゲームジャンルであった。
キーボードから単語をコマンドとして直接入力する「コマンド入力方式」を採用しているアドベンチャーの後期の作品の中には、「単なることば探し」になってしまうことを避けるためにファンクションキーによく使う単語を事前に用意しておき、プレイヤーの負担を緩和しているものが出てきた。そして、後述の「コマンド選択方式」へと発展することになる。
日本市場におけるグラフィックス付きアドベンチャーでは、後期の作品の一部にアニメーションの技法が取り入れられた。これには、画面上の登場人物が振り向いたり、ロボットが変形するなどのフルアニメーションに近いものから、登場人物の目が時々瞬きするといった限定的なものまで、様々な形態があった。

### コマンド選択方式の登場とRPGへの融合
アメリカでは、大作『タイムゾーン』に見られるように、コマンド入力方式のゲームは成熟を迎えた。コマンド入力方式の次に開発されたものは、『King's Quest』を始めとする、二次元画面内でキャラクタを移動させつつゲームを進行させる方式であった。この方式は、アメリカでは複数のソフトが開発され、『ミシシッピー殺人事件』など一部が日本にも紹介されたが、日本では『ハイドライドシリーズ』に代表されるアクションRPGが独自の発展を遂げており、キャラクター移動方式はこれに準じた形で発展していった。なお、『King's Quest』のように三人称視点でキャラクターの移動先を間接的に指示して操作するタイプの国産アドベンチャーゲームは、『東京トワイライト・バスターズ』『クロックタワー』シリーズなど、少数ながら制作されている。
日本ではコマンド入力方式の限界が、キャラクター移動方式とは異なるアプローチからも打ち破られた。それは、コマンドを単語として入力する代わりに、事前に用意されたコマンドを画面に提示してユーザーに選択させるもので、コマンド選択方式と呼ばれる。これを最初に採用したソフトは『北海道連鎖殺人 オホーツクに消ゆ』である。コマンド選択方式は広く受け入れられ、コマンド入力方式を瞬く間に駆逐していった。また、コマンド選択方式では、キーボードを持たないコンシューマー機への移植も容易となる。『ポートピア連続殺人事件』はコマンド選択方式へと作り直され、ファミリーコンピュータにも移植された（1985年）。これは初の家庭用ゲーム機用アドベンチャーゲームである。
しかし、コマンド選択方式はその性質上、ごく限られたコマンド選択の組み合わせしかユーザーに提示できなかった。そのため、どんなに凝ったシナリオを作製しても、ごく短時間でユーザーが攻略を終えてしまう別の問題を抱え込むこととなった。すなわち、言葉探しによる時間稼ぎが通用しなくなったのである。
一方で、日本においてはアクションRPGを含め、コンピュータRPG全体がストーリーを色濃くする方向へと発展していた。そして、RPGはコマンド選択方式アドベンチャーのプレイ時間の問題を、キャラクターの移動や経験値稼ぎによって自然な形で解消することが可能であった。その結果、徐々にコマンド選択方式も用いられなくなり、アドベンチャーゲームはRPGに吸収される形となった。こうした作品の代表には『イース』『ドラゴンクエスト』が挙げられる。これらの作品では、キャラクターの成長を楽しむといったRPGの特性と、ストーリー進行を楽しむアドベンチャーゲームの特性がうまく融合されている。

### 全編アニメーション/実写のアドベンチャーの登場
アーケードにおいて動画をゲーム化したレーザーディスクゲームが登場し、インタラクティブムービーの時代が幕を開けた。この時代、『ドラゴンズレア』（1983年）、『忍者ハヤテ』（1984年）、『タイムギャル』（1985年）などの全編アニメーションによるアクションアドベンチャーゲームが登場し、これらのゲームは家庭用にも移植された（「QTE」も参照）。
その後も、家庭用において『ゆみみみっくす』（1993年）、『だいなあいらん』（1997年）、『やるドラ』シリーズ（1998年、2000年）などの全編アニメーションによるアドベンチャーゲームが登場したものの、主流には至れず衰退した。2010年代になり、アニメシリーズの映像を流用する形でコストなどの問題を解決し、『STEINS;GATE ELITE』（2018年）など、全編アニメーションアドベンチャーゲームが復活している。
また、実写を盛り込んだアドベンチャーゲームも登場し、最近でも『テスラ・エフェクト』（2014年）、『デスカムトゥルー』（2020年）、『春ゆきてレトロチカ』（2022年）などが作られている。しかしながら、3DCGが写実的になるにつれ実写ベースのものは減っており、『デトロイト ビカム ヒューマン』（2018年）のようなリアルタイムベースのものが増えつつある。

### ポイント・アンド・クリックアドベンチャー
アメリカでは、1984年にMacintoshでリリースされた『Enchanted Scepters』を始めとして、マウスなどのポインティングデバイスで画面をクリックすることによりゲームを進めるポイント・アンド・クリックアドベンチャーが広まった。『Enchanted Scepters』はマウスを使って進めるとはいえ、テキストと静止画による画面表示とあらかじめ用意されたコマンドを選択して進める古いスタイルの名残を留めていたが、1985年にICOM Simulationsがリリースした『ディジャブ』に始まる『MacVenture』シリーズは、画面上で対象物をドラッグ操作するなど、より完全なポイント・アンド・クリックアドベンチャーとして商業的成功を収めた。日本でも『ポートピア連続殺人事件』（1985年）、『水晶の龍』（1986年）などでファミコンのコントローラを使ったポイント・アンド・クリックシステムが部分的に採用された。1987年にはルーカスアーツが『マニアックマンション』をリリースし、そこで採用されたゲームエンジン「SCUMM」を使用して開発された一連のタイトルでヒットを飛ばした。後述の『同級生』『MYST』といったタイトルもポイント・アンド・クリックシステムが有効的に使用されている。

### シナリオ分岐や3D表示の時代へ

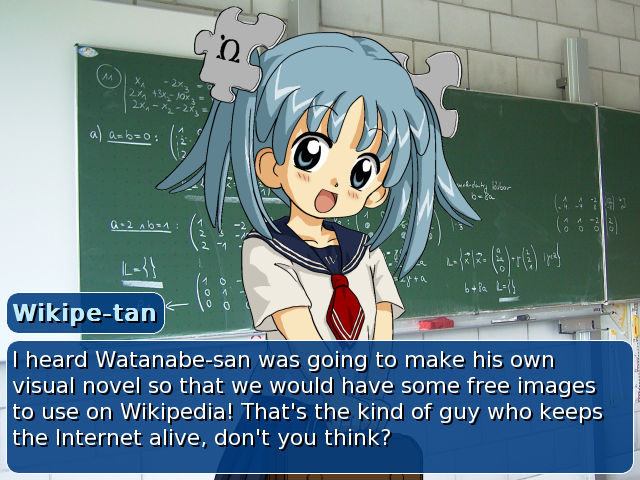
ビジュアルノベルは絵の上に文字を表示する（イメージ）

国内でのアドベンチャーゲームは、RPGに淘汰もしくは吸収されたかのように見受けられた。しかし、1992年にサウンドノベルを標榜した『弟切草』が開発された。同ソフトでは、エンディングに辿り着くことよりも、シナリオ分岐それ自体を楽しむことに重点が置かれた。特にプレイ回数やエンディング到達回数に応じて選択肢が増えるゲームシステムは画期的なアイディアであった。これはアドベンチャーゲームの再定義とも言えるもので、以降のアドベンチャーゲーム作品に大きな影響を与えた。続いて『かまいたちの夜』『SIREN』などが開発されている。
黎明期のアダルトゲームは、『天使たちの午後』（1985年）に見られるように、アドベンチャーゲームとして作られるケースが多かった。その後、アドベンチャーゲームの衰退に引きずられる形で、このような作品はあまり製作されなくなっていった。しかし、アドベンチャーゲームの手法を用いた『同級生』（1992年）、『同級生2』が10万本のヒット作品となり、再びアドベンチャーゲームの体裁を取る作品が急増した。『同級生』に始まる一連のゲームは、謎解きのようなゲームとしての面白味よりも、シナリオ自体で魅せる傾向が強い。特に2作目の『同級生2』がヒロイン達における後の泣きゲーに通じる人間ドラマを展開したことは、この流れを決定付けた。こうした方向性は、先述のサウンドノベルにも波及していき、『雫』に続いて『To Heart』が開発された。これらのソフトはビジュアルノベルとも呼ばれた。また、複数の視点から1つのシナリオを見る『EVE burst error』や『この世の果てで恋を唄う少女YU-NO』は先進的なゲームシステムを開発し、アドベンチャーゲームに新機軸を打ち出した。
独自のシステムを組み込み発展する一方で、各場面にプレイヤー側を適合させて簡易的な操作のみを行う選択肢方式の登場により、システムそのものの簡略化を図る流れも生まれた。この場合、「見る」「聞く」といった主体的な個別コマンドを駆使して場に変化を与えるのではなく、「Aさんに○○のことを聞く」「Bさんにアイテムを渡す」「すぐに駅へ向かう」というように、場に応じて予め決められた行動パターンをいくつか提示することで、本来複数のコマンドを必要とした行動内容をダイレクトに選ばせるというシンプルなスタイルを確立した。これら選択肢の選び方によってイベントやエンディングが変化する分岐イベント（後のシナリオ分岐）やマルチエンドへと発展した。
こうしたアダルトゲームの中には、コンシューマー機への移植にあたってアダルト性を廃し、（アダルトではない）一般的な意味でのサウンドノベル、もしくはアドベンチャーゲームへと展開していくものも見られる。
アメリカでは、『アローン・イン・ザ・ダーク』『MYST』など3DCGを用いたゲームが開発された。特に『MYST』は大ヒットし、数多くの続編が開発されてシリーズ化された。『MYST』は、アドベンチャーゲームを大人中心のメインストリーム市場に初めて紹介した作品とも言われる。他にも、アメリカのこの時期の作品はストーリーではなくパズル的な要素が強く、グラフィックスの美しさや世界観を楽しませるものが多い。日本のゲームでは『サイレントヒル』がこの系統に属する（ただし、『サイレントヒル』はストーリーの比重もかなり高めである）が、ゲームの方向性のせいもあってか和製アドベンチャーゲームであるにもかかわらず、日本国内よりも国外で評価された。日本のものでは他に『エコーナイト』がある。

### 現在の立場
伝統的な形式のアドベンチャーゲームは、1980年代前半のマイコンブームとほぼ同時期に黄金期を迎えた。それ以降、コンピュータゲームの主役にはなっていない。しかし、携帯電話上でいわゆる『堀井ミステリー三部作』（『ポートピア連続殺人事件』『北海道連鎖殺人 オホーツクに消ゆ』『軽井沢誘拐案内』）がプレイできるようになるなど、過去の名作をリメイクする動きも見受けられる。旧来のアドベンチャーゲームに近い新作も、散発的ではあるものの携帯電話市場で開発されており、固定ファン層の存在もうかがわせる。コンシューマー機においては和製ホラー映画的な作品や、携帯ゲーム機でも「法廷バトル」と銘打った『逆転裁判』シリーズなどが製作され、後者は近年のアドベンチャーゲームとしては非常に好調なセールスを記録している。
上記以外で現在主流なものとしては、
1. 画面下部にメッセージウィンドウを設けて数行のテキストを表示して、キャラクターとの会話と選択肢によるシナリオ分岐を重視した「選択肢式アドベンチャーゲーム」。
2. 全画面にテキストを表示して状況描写や心理描写を多用する「サウンドノベル」や「ビジュアルノベル」。
3. 背景に表示されたオブジェクトをクリックして調べ、入手したアイテムを使用したり行動を選択したりしてフラグをこなしていく「探索アドベンチャー」や「脱出ゲーム」（例として『この世の果てで恋を唄う少女YU-NO』などが挙げられる）。
4. 基本テーマとして恋愛や青春群像などを据えてキャラクター色の強いストーリーを展開する「恋愛アドベンチャー」や「美少女ゲーム」、「乙女ゲーム」（他のアドベンチャーゲームと区別することが多く、メーカーがこれらをビジュアルノベルと称することはほとんどない）。

アドベンチャーは、本来は冒険や探検を意味する単語であるが、日本で単にアドベンチャーゲームと言えば冒険ゲームではなく、ほとんどが「立ち絵+メッセージウィンドウ」でストーリーを進める会話主体のスタイルを指す。これらの多くは、かつてのように謎解きや言葉探しを主眼としたものではなく、物語の表現形式の1つとして作成されている。そのような作品では、プレイヤーは画面に表示されるメッセージを読むことでストーリーを楽しむように想定されており、コマンド選択はそのままシナリオ分岐と直結している。
さらには『ひぐらしのなく頃に』のようにコマンド選択そのものを廃し、ゲーム性をプレイヤーによる事件の推理とネット上での推理に関する情報交換に求めた作品も現れている。
こうした現状に対し、往年のプレイヤーは否定的な考えを持つ傾向が強い。だが、こうした作品の人気は高く、先述の『ひぐらしのなく頃に』や『かまいたちの夜』等はシリーズ化され、漫画やアニメ、テレビドラマなどへの展開も活発に行われている。ビジュアルノベルに属するアダルトゲームは『Fate/stay night』や『ToHeart2』などの10万本を越えるヒット（PC NEWSランキング調べ）によって相変わらず隆盛である。コンシューマ機移植による非アダルト化やアニメその他への展開も同様に進んでいる（先述の『ToHeart2』はコンシューマー機からの逆移植・アダルトゲーム化が行われた）。
対照的に、（主に据え置き型の）コンシューマー機および日本国外（主にアメリカ）のPCゲームにおいては、開発費用および技術量の決定的な差もあって、3DCGを利用したアクションゲーム、もしくはFPSやTPSの外観・操作システムを用いた、シミュレーターとしての側面と路線を共にするアドベンチャーゲームが多い。逆に、現在の3DアクションゲームやFPS・TPSもアドベンチャーの要素が含まれているものが多く、両者の境界線は現在では曖昧になって来ている。日本国外では、実写映画や欧米の漫画を意識した重厚な外観や世界観の作品が大半で、日本のビジュアルノベルやRPGに多いアニメ調のキャラクター・軽めのファンタジー調の設定などが用いられることはまれである。

## 代表的なアドベンチャーゲーム
ゲームクリエイターのイシイジロウが提唱する方法でアドベンチャーゲームを分類して、時代が古い作品から順番に並べたものである。なお、企業名は発売当時の名称である。

### 直線型
| 発売日         | タイトル                                | 発売元               |
| -------------- | --------------------------------------- | -------------------- |
| 1980年12月     | ゾーク                                  | インフォコム         |
| 1983年6月      | ポートピア連続殺人事件                  | エニックス           |
| 1984年3月31日  | サラダの国のトマト姫                    | ハドソン             |
| 1987年4月28日  | ジーザス                                | エニックス           |
| 1988年11月26日 | スナッチャー                            | コナミ               |
| 1991年4月2日   | ノスタルジア1907                        | シュールド・ウェーブ |
| 1994年7月29日  | ポリスノーツ                            | コナミ               |
| 1996年11月29日 | 探偵 神宮寺三郎 未完のルポ              | データイースト       |
| 1998年6月25日  | クロス探偵物語                          | ワークジャム         |
| 1998年9月17日  | 御神楽少女探偵団                        | ヒューマン           |
| 2001年10月12日 | 逆転裁判                                | カプコン             |
| 2007年2月15日  | レイトン教授と不思議な町                | レベルファイブ       |
| 2010年11月25日 | ダンガンロンパ 希望の学園と絶望の高校生 | スパイク             |
| 2012年4月12日  | 魔法使いの夜                            | TYPE-MOON            |

### フローチャート型
| 発売日         | タイトル                        | 発売元                                 |
| -------------- | ------------------------------- | -------------------------------------- |
| 1992年3月7日   | 弟切草                          | チュンソフト                           |
| 1992年12月17日 | 同級生                          | エルフ                                 |
| 1994年5月27日  | ときめきメモリアル              | コナミ                                 |
| 1994年11月25日 | かまいたちの夜                  | チュンソフト                           |
| 1996年1月26日  | 雫                              | Leaf                                   |
| 1996年7月26日  | 痕                              | Leaf                                   |
| 1996年12月26日 | この世の果てで恋を唄う少女YU-NO | エルフ                                 |
| 1997年5月23日  | To Heart                        | Leaf                                   |
| 1998年6月25日  | ダブルキャスト                  | ソニー・コンピュータエンタテインメント |
| 1999年6月4日   | Kanon                           | Key                                    |
| 2000年3月23日  | infinity                        | KID                                    |
| 2000年9月8日   | AIR                             | Key                                    |
| 2000年12月29日 | 月姫                            | TYPE-MOON                              |
| 2002年8月16日  | ひぐらしのなく頃に              | 07th Expansion                         |
| 2004年1月30日  | Fate/stay night                 | TYPE-MOON                              |
| 2004年4月28日  | CLANNAD                         | Key                                    |
| 2007年7月27日  | リトルバスターズ!               | Key                                    |
| 2009年10月15日 | STEINS;GATE                     | 5pb.                                   |
| 2009年12月10日 | 極限脱出 9時間9人9の扉          | チュンソフト                           |
| 2011年6月24日  | Rewrite                         | Key                                    |
| 2012年2月16日  | 極限脱出ADV 善人シボウデス      | チュンソフト                           |

### マルチサイト型
| 発売日         | タイトル                                 | 発売元         |
| -------------- | ---------------------------------------- | -------------- |
| 1995年11月22日 | EVE burst error                          | シーズウェア   |
| 1998年1月22日  | 街 〜運命の交差点〜                      | チュンソフト   |
| 2002年8月29日  | Ever17 -the out of infinity-             | KID            |
| 2006年8月31日  | EVE new generation                       | 角川書店       |
| 2008年12月4日  | 428 〜封鎖された渋谷で〜                 | チュンソフト   |
| 2012年6月14日  | ルートダブル -Before Crime * After Days- | イエティ       |
| 2012年7月12日  | タイムトラベラーズ                       | レベルファイブ |

### 主人公不在型
| 発売日        | タイトル             | 発売元                           |
| ------------- | -------------------- | -------------------------------- |
| 1993年9月24日 | MYST                 | ブローダーバンド                 |
| 1996年7月26日 | NOëL                 | パイオニアLDC                    |
| 2009年9月3日  | ラブプラス           | コナミデジタルエンタテインメント |
| 2013年6月28日 | 君と彼女と彼女の恋。 | ニトロプラス                     |